# 루이스 갈베스 로드리게스 데 아리아스
루이스 갈베스 로드리게스 데 아리아스(스페인어: Luis Gálvez Rodríguez de Arias, 브라질 포르투갈어: Luis Gálvez Rodríguez de Arias 루이스 가우베스 호드리게스 지 아리아스, 1864년 ~ 1935년)는 아크레 공화국의 초대 대통령으로, 1899년부터 1900년 봄까지 그 권한을 맡았다.

## 일생
갈베스는 스페인에서 태어났다. 세비야 대학교에서 사회학과 과학을 공부하였고, 부에노스아이레스에서 외교관으로서 활동했다. 또한 그는 기자로서 활동했고, 아크레 주의 독립운동가로서 활약했다.
1899년 아크레 주의 독립을 선언하고 아크레 공화국으로 변신하면서 초대 대통령이 되었다.  당시 열악한 환경에 놓여 있던 아크레 공화국의 발전을 위해 기여했다.
1900년 봄 안토니오 데 소우사 브라가(포르투갈어명 안토니우 지 소우사 브라가)의 쿠데타로 축출되었다. 이후 스페인으로 추방되었다.
브라질로 귀국했으나, 체포된 뒤 호라이마로 추방되었다. 1935년 마드리드에서 사망했다.